# Breaking Dawn
Breaking Dawn er den fjerde og sidste bog i Stephenie Meyers Twilight-serie, der omhandler pigen Bella, som forelsker sig i vampyren Edward.
Meyer ville havde udgivet en femte bog i sagaen, Midnight Sun. Den omhandler de samme handliger som i Twilight, set fra Edwards perspektiv. Men da den ufærdige version blev lagt på nettet, har hun udsat udgivningen på ubestem tid. De første 12 kapitler kan hentes lovligt fra hendes hjemmeside.

## Baggrundshistorie
Da Edwards forældre døde af den spanske syge og han selv var ved at dø, valgte Carlisle at redde hans liv og gøre ham til en vampyr. Edward er far til datteren Renesmee som han har med hans kone Bella. På Bellas fødselsdag, kommer Bella til at skære sig på gavepapiret på en af gaverne (det bløder). Jasper kan ikke styre sig og Edward skubber Bella hårdt til side så hun ikke kommer til skade. Jasper styrter frem mod Bella som ikke længere er ved Edward, men Edward går til angreb og skubber ham væk, så han lander i et flygel-klaver. Efter det vælger Edward at forlade hende for hendes egen sikkerhed, han er skrækslagen for at hendes liv er i fare når hun er omkring ham. Senere får Edward at vide, Bella har begået selvmord ved at springe ud fra en klippe, hvilket hun ikke har. Han vil ikke leve uden hende, så han drager til Italien, hvor han har tænkt sig at irritere Volturierne, så de vil slå ham ihjel. Alice og Bella når ham lige i tide til at redde ham. Edward fortæller Bella sandheden om hvorfor han forlod hende og frier til Bella. Men efter noget tid henne vælger Bella faktisk at have Jacob ved sin side. Edward og Bella bliver gift i Breaking Dawn, som er en henvisning til begyndelsen af Bella liv som en nyfødt vampyr. Coveret er en metafor for Bella's progression gennem hele serien, og hun begyndte som de fysisk svageste spiller på tavlen, bonden, men i sidste ende bliver hun den stærkeste, dronningen.

## Breaking Dawn

### Breaking Dawn er opdelt i tre separate dele.
- Den første del er informationer om Bellas bryllup og bryllupsrejse med Edward, som de bruger på en privat ø ud for Brasiliens kyst. To uger midt i deres bryllupsrejse, opdager Bella, at hun er gravid og at hendes tilstand er forløbet på en unaturlig hurtig hastighed. Efter henvendelse til Carlisle, der bekræfter hendes graviditet, vil hun og Edward straks vende hjem til Forks, Washington. Edward, er bekymret for Bellas liv og overbevist om, at fosteret er et monster, som det fortsætter med at udvikle med unaturlige hurtighed, han opfordrer hende til at få en abort. Men, Bella føler en pull-over for barnet og nægter at gå gennem den procedure.

- Den anden del af romanen er skrevet ud fra Jacob Blacks synspunkt, og varer hele Bellas graviditet og fødsel. Han danner sit eget kobbel med Leah og Seth Clearwater. Bella føder snart, men barnet brækker mange af hendes knogler og hun mister massive mængder af blod. For at redde hendes liv, skal Edward forvandle hende til en vampyr, og ved at stikke hende med en nål får hun giften ind i hjertet. Jacob, der var til stede under fødslen, får øjeblikkeligt "prægning" – en ufrivillig reaktion, hvor en varulv finder sin sjælemage. Edward og Bellas nyfødte datter, Renesmee bliver hans prægning.

- Den tredje del af Breaking Dawn flytter de tilbage til Bellas perspektiv. Hun bliver forvandlet til en vampyr og nyder hendes nye liv og evner. Men så opstår der et problem, fordi Volturierne tror at hendes datter er et "udødeligt barn", og at hun er ukontrollabel, så det er blevet forbudt af Volturierne. Efter Irina, en af vampyrene fra en anden "vegetar"-klan, præsenterer sin påstand til Volturierne, planlægger de at ødelægge Renesmee og Cullenerne. I et forsøg på at overleve, samler Cullenerne deres venner fra hele verden, til at stå som vidner, og bevise over for Volturierne, at Renesmee ikke er et udødeligt barn. Ved håndteringen af de indsamlede Cullen-allierede og vidner, opdager Volturierne at de er blevet fejlinformeret, og straks straffer Irina for hendes fejl. Men det er fortsat uafklaret, om Renesmee skal ses som en trussel mod vampyrernes hemmelige eksistens. På det tidspunkt, som Alice og Jasper, havde forladt før konfrontation, vender de tilbage med en Mapuche kaldet Nahuel, en 150 år gammel vampyr-menneskelige krydsning som Renesmee. Han viser, at krydsninger ikke udgør nogen trussel, og Volturierne overgiver sig. Edward, Bella og Renesmee vender tilbage til deres hjem i fred og lykke.

## Nye personer
- Renesmee Carlie Cullen (Bella og Edwards barn). Renesmee er opkaldt efter Renée og Esme (Bella og Edwards mødre). Carlie efter Carlisle og Charlie (Bellas og Edwards fædre)